# Вишняк, Ярослав Васильевич
Ярослав Васильевич Вишняк (укр. Яросла́в Васи́льович Вишня́к; род. 22 июля 1982, Вишняки, Киевская область) — украинский футболист, защитник. Ныне — тренер. С 28 ноября 2021 года по апрель 2024 года — главный тренер клуба «Колос» (Ковалёвка).

## Игровая карьера
Начал заниматься футболом в команде «Рефрижератор» (Фастов). Продолжил выступления на юношеском уровне в киевском ЦСКА. Окончил детско-юношескую школу киевского «Динамо», тренер — Леонид Островский, позже — Виктор Кащей. Профессиональную карьеру начал в клубе «Звезда-2» из Кировограда. Тренеру команды, Александру Ищенко, игрока порекомендовал Виктор Кондратов, ранее работавший с Вишняком в школе «Динамо». В сезоне 2000/01 начал выступать за основной состав «Звезды». В сезоне 2002/03 вместе с командой выиграл Первую лигу и вышел в Высшую лигу. В Высшей лиге дебютировал 12 июля 2003 года в домашнем матче против киевского «Арсенала» (1:0). После банкротства команды перешёл в запорожский «Металлург». В команде провёл один сезон и стал основным игроком. После выступал за луганскую «Зарю». В сентябре 2006 года покинул расположение клуба.
В январе 2007 года побывал на просмотре в мариупольском «Ильичёвце», но команде не подошёл. После выступал за команды Первой лиги «Николаев» и «Закарпатье».
В 2008 году он выступал за столичную «Оболонь», но руководство клуба решило не продлевать с ним контракт. Весной 2009 года Вишняк выступал за луцкую «Волынь» где тренером был Виталий Кварцяный. В июле 2009 года перешёл в тернопольскую «Ниву» и стал капитаном команды.

## Тренерская карьера
В 2012 году был главным тренером любительского клуба «Путровка». В 2018 году завершил игровую карьеру и стал одним из тренеров в штабе Руслана Костышина в «Колосе».
В начале ноября 2021 года стал и. о. главного тренера «Колоса». 28 ноября 2021 года назначен главным тренером «Колоса».

## Статистика тренера
| Команда                 | Начало работы | Окончание работы | Результаты | Результаты | Результаты | Результаты | Результаты |
| Команда                 | Начало работы | Окончание работы | И          | В          | Н          | П          | % побед    |
| ----------------------- | ------------- | ---------------- | ---------- | ---------- | ---------- | ---------- | ---------- |
| Колос Ковалёвка (и. о.) | 6 ноября 2021 | 30 июня 2022     | 6          | 4          | 1          | 1          | 066,67     |
| Колос Ковалёвка         | 1 июля 2022   | 28 апреля 2024   | 57         | 16         | 17         | 24         | 028,07     |
| Всего                   | Всего         | Всего            | 63         | 20         | 18         | 25         | 031,75     |

## Достижения
- Победитель Первой лиги Украины (2): 2002/03, 2005/06
- Серебряный призёр Первой лиги Украины: 2008/09
- Бронзовый призёр Первой лиги Украины: 2007/08